# I coniglietti buffi
I coniglietti buffi (Funny Little Bunnies) è un film del 1934 diretto da Wilfred Jackson. È un cortometraggio d'animazione della serie Sinfonie allegre, distribuito negli Stati Uniti dalla United Artists il 24 marzo 1934. Pochi mesi dopo partecipò in concorso alla 2ª Mostra internazionale d'arte cinematografica di Venezia, dove vinse la medaglia per il miglior disegno animato. Il film rappresenta il primo lavoro presso la Disney dell'animatore Wolfgang Reitherman e della doppiatrice Florence Gill.

## Trama
In una valle incantata un gruppo di coniglietti pasquali si sta dando da fare per i preparativi della festa di Pasqua. Per tutto il film si assiste alla creazione, formazione, decorazione e pittura di qualunque tipo di uova, da quelle di cioccolato a quelle vere dipinte a mano e alla scultura di statuette fatte di cioccolato fondente. Infine tutto l'occorrente viene impacchettato e disposto su dei carri, pronto per essere distribuito dai coniglietti in tutto il mondo.

## Distribuzione

### Edizione italiana
Il film, a partire dalla sua distribuzione cinematografica nel 1934, fu presentato in Italia quasi sempre in lingua originale. L'unica eccezione riguarda la versione inclusa nella VHS della collana Serie Oro Cartoni animati da Oscar, uscita nel novembre 1986 che presenta la colonna sonora internazionale (quindi priva della canzone).

### Edizioni home video

#### VHS
America del Nord
- How the Best Was Won: 1933-1960 (1985)

Italia
- Silly Symphonies (maggio 1986)[5]
- Cartoni animati da Oscar (novembre 1986)[4]
- I tre porcellini (marzo 2000)[6]
- Le fiabe volume 5: I tre porcellini e altre storie (gennaio 2003)

#### DVD
Il cortometraggio fu distribuito in DVD-Video nel primo disco della raccolta Silly Symphonies, facente parte della collana Walt Disney Treasures e uscita in America del Nord il 4 dicembre 2001 e in Italia il 22 aprile 2004. In Italia fu incluso anche nel DVD I tre porcellini e altre storie, uscito il 20 maggio 2004 come quinto volume della collana Le fiabe.